# Контрацепція для диких тварин
Контрацептиви для диких тварин , які іноді називають засобами контролю фертильності диких тварин , – це контрацептиви , що використовуються для регулювання фертильності диких тварин . Вони використовуються для контролю зростання популяції певних диких тварин.

## Використання
Контрацепція для диких тварин була випробувана та використана на багатьох різних видах, головним чином птахів та ссавців, ймовірно, понад 85 видів загалом.  Білохвостого оленя можна контролювати за допомогою контрацептивів у приміських районах, де він іноді створює проблеми. У деяких частинах Сполучених Штатів оленя стріляють дротиками, що містять протизаплідну вакцину, що робить їх тимчасово безплідними. Товариство захисту тварин Сполучених Штатів проводить програму контролю народжуваності оленів, але вона є експериментальною; вона може бути неекономічною в довгостроковій перспективі.  
Однією з контрацептивних вакцин, що використовуються, є свиняча зона пелюцида (PZP) або її похідні. Ця форма імуноконтрацепції запобігає доступу сперматозоїдів до яйцеклітини.  Інша форма імуноконтрацепції для оленів, яка називається GonaCon, виробляє антитіла до гормонів статевого потягу у оленів, що призводить до втрати ними інтересу до спарювання. Подібні форми ін'єкційних імуноконтрацептивів вивчаються для використання у лосів  та сірих білок.
Оральні контрацептиви також можуть бути розроблені для контролю популяції серед різних тварин, включаючи оленів, диких свиней, койотів, пум, собак та котів.  Один продукт, розроблений для гризунів, таких як миші та щури, який спочатку мав назву Mousepause, був схвалений для комерційного використання під назвою ContraPest. Інший проект – це п'ятирічна розробка та випробування кількох оральних контрацептивів для сірих білок у Великій Британії . Проект був підтриманий Міністерством навколишнього середовища, продовольства та сільських справ Великої Британії та мав на меті «забезпечити ефективний, менш трудомісткий, нелетальний метод боротьби з сірими білками» до січня 2024 року.
Голуби десятиліттями були мішенню для експериментальних контрацептивів. У 2007 році Агентство з охорони навколишнього середовища США зареєструвало перший у США продукт для пероральної контрацепції диких голубів та інших птахів-шкідників під назвою OvoControl P, що містить активний інгредієнт нікарбазин. Оральний контрацептив також був запроваджений у 2005 році для контролю канадських гусей,  але від нього відмовилися у 2011 році через регуляторні бар'єри та тиск з боку мисливських груп. 
Гормональний контрацептивний імплантат з пролонгованим вивільненням для самок тасманійських дияволів знаходиться в розробці. Хоча розробка контрацептивів для тварини, що знаходиться під загрозою зникнення, може здатися нелогічною, їх використання має на меті сприяти дикій поведінці вільного спарювання, але без надмірного внеску певних самок у наступне покоління, що «може мати довгострокові генетичні наслідки для страхової популяції ». Випробування контрацептивів на самцях дияволів показали, що рівень їхнього тестостерону підвищився, а не знизився, як це відбувається у самців інших ссавців.
Як і будь-яка форма управління дикою природою, контрацептиви для диких тварин у деяких випадках можуть спричиняти негативні побічні ефекти для добробуту тварин, що проходять лікування,  хоча є деякі докази того, що вони також можуть забезпечити користь для добробуту тварин.
В Таїланді планують використовувати ін'єкційну контрацепцію для регулювання народжуваності диких слонів. Ініціатива має на меті забезпечити зменшення кількості нападів слонів на людей, та зменшення кількості таких конфліктів.